# کوئینتوس موسیوس اسکائوولا آگور
کوئینتوس موسیوس اسکائوولا آگور (انگلیسی: Quintus Mucius Scaevola Augur; ۱ ژانویهٔ ۰۱۵۹ – ۱ ژانویهٔ ۰۰۸۷) سیاستمدار اهل روم باستان در دوره جمهوری روم بود.